# Němčice (Pardubice)
Němčice é uma comuna checa localizada na região de Pardubice, distrito de Pardubice.